# 제니, 주노
제니, 주노는 2005년 개봉한 대한민국의 영화이다.

## 줄거리
인기짱, 깜찍당돌 소녀 제니와 겜짱, 바람돌이 주노는 15세 동갑내기로 학교 친구들 모두가 인정하는 닭살 커플이다. 주변의 시선은 아랑곳없이 달콤한 첫사랑으로 행복한 두 사람. 어느 날, “안녕!”하고 보통 때처럼 명랑하게 인사를 건네는 제니. 그리고 그 인사 뒤에 따라오는 충격적인 말. “나... 요기서 아가가 자라는 거 같아!” 고민에 빠지는 주노. 쉬는 시간, 창가의 아이들이 시끄럽다. 내다보니 운동장에 주노가 줄긋는 라인기로 커다랗게 글씨를 쓰며 뛰어다닌다. ‘제니야! 사랑해! 영원히 지켜줄께!’ 미소짓는 제니. 그리고 그녀를 바라보며 주먹을 불끈 쥐어 보이는 주노. 둘만의 특별한 비밀이 시작됐다.

## 캐스팅
- 박민지 : 제니(본명 손재인) 역
- 김혜성 : 주노(본명 정준호) 역
- 임동진 : 제니 아빠 역
- (故) 김자옥[1] : 제니 엄마 역
- 강남길 : 주노 아빠 역
- 이응경 : 주노 엄마 역
- 서민정 : 제니 언니 역
- 정지안 : 미자 역
- 안선영 : 성교육 선생님 역
- 김기수 : 택시 기사 역
- 심은진 : 쌀국수 누나 역

## 같이 보기
- 미혼모
- 주노